# Капсула времени

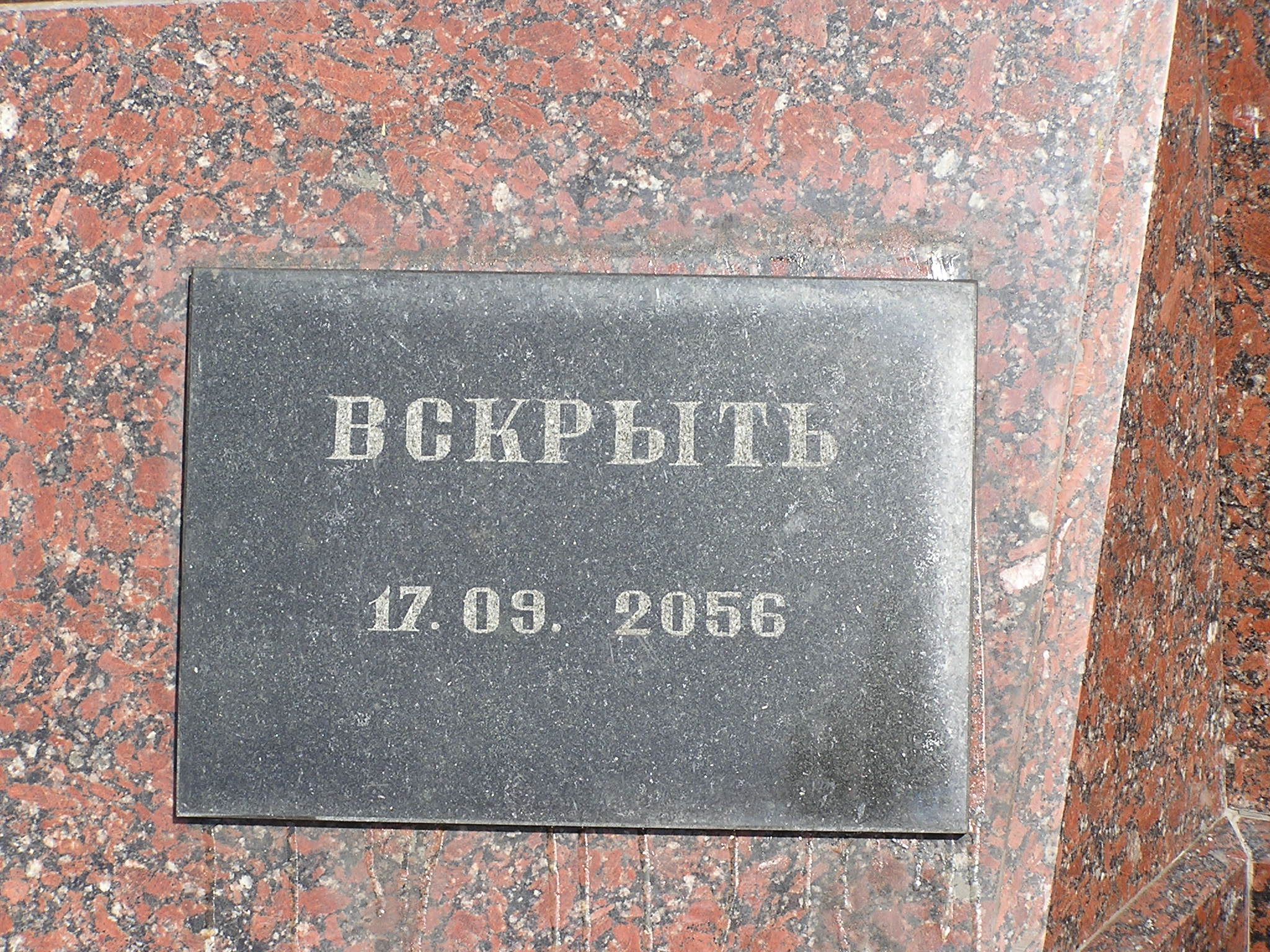
Капсула времени на памятнике герою-спасателю

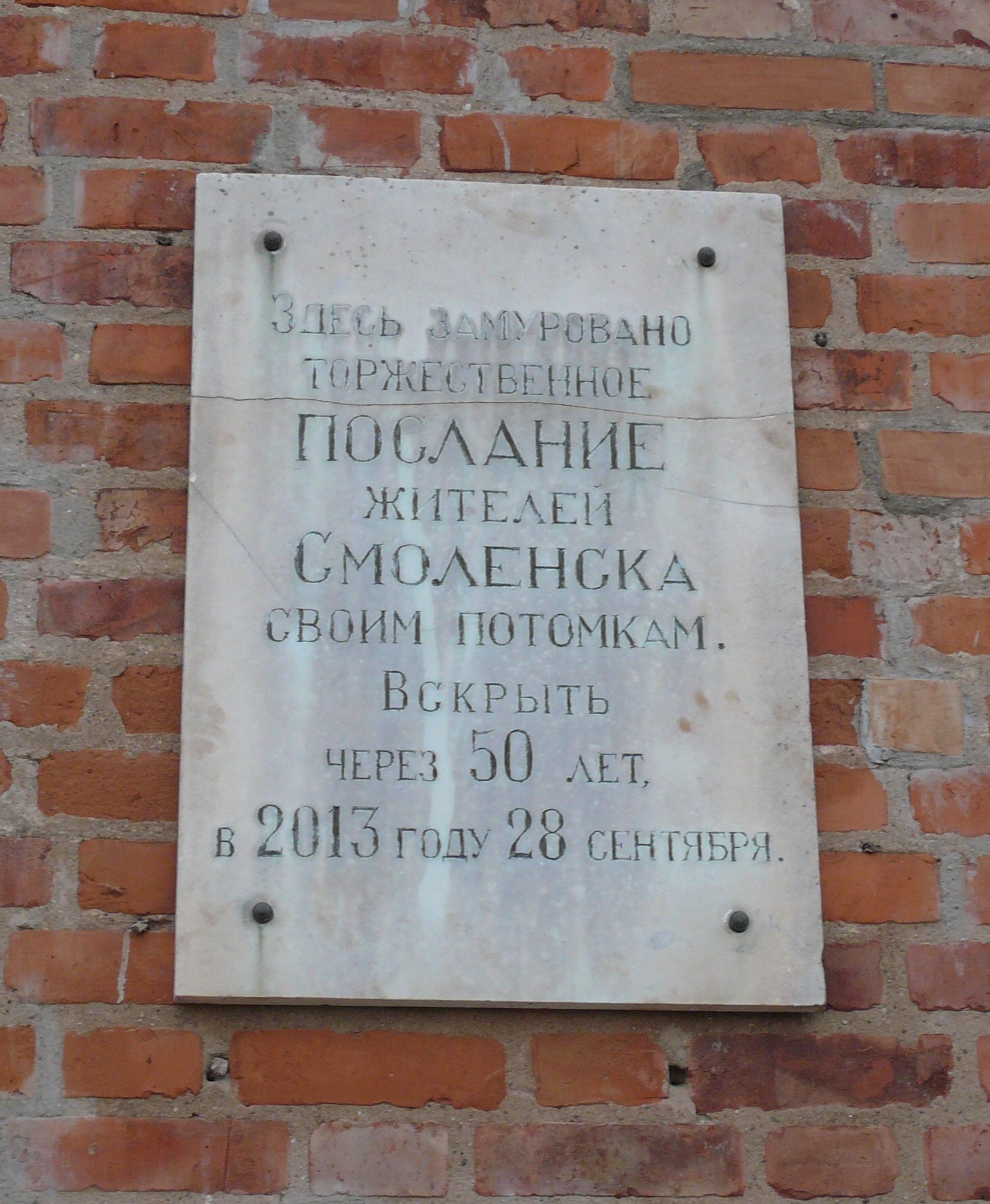
Капсула с посланием потомкам в Смоленске, заложенная в 1963 году.

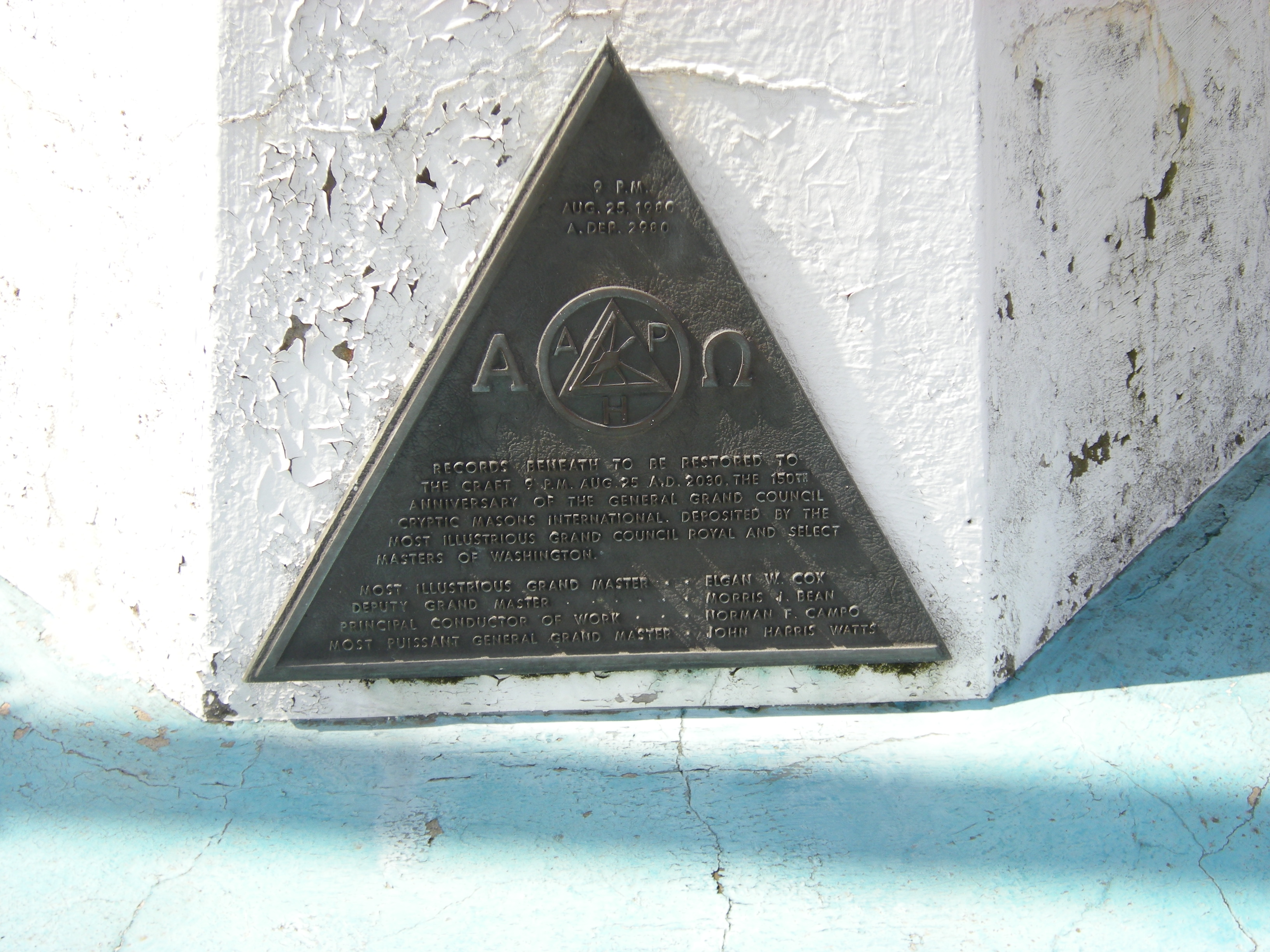
Капсула с масонскими документами, установленная в 1980 году масонами штата Вашингтон в здании своего дома престарелых. Должна быть вскрыта в 2030 году, к 150-летию масонской организации штата

Капсула времени (временна́я капсула), также капсула памяти и капсула с посланием к потомкам или письмо в будущее, — послание, предназначенное для будущих поколений, которое обычно помещается в водонепроницаемую ёмкость (капсулу) и закладывается в основание строящихся зданий, объектов инфраструктуры, памятников и т. п.
Часто письмо в будущее «отправляет» группа людей, и происходит это в торжественной обстановке, например, на празднике, школьной линейке, при открытии мемориала. При этом событие освещается прессой. При установке письма в будущее в каком-либо общественном месте часто указывают, через какое время оно должно быть открыто. Содержание письма при его создании может как сообщаться общественности, так и сохраняться в тайне до времени его открытия.

## Примеры писем в будущее
- Во время празднования 75-летия пионерского лагеря «Артек» в 2000 году была вскрыта капсула с посланием пионеров 1960-х годов артековцам 2000 года. Послание было подписано 1200 артековцами из всех республик Советского Союза, затем его уложили в капсулу и запаяли в металлическую ракету, которая в течение 40 лет хранилась на Костровой площади «Артека». На торжественной линейке ракету распилили и извлекли оттуда «письмо в будущее». Пионеры 1960-х годов предполагали, что в 2000 году все народы Земли живут в мире, люди летают на Луну, а в «Артеке» уже есть свой космодром.
- Учащиеся одной из гимназий Меркенского района Жамбылской области на торжественной линейке в 2000 году вскрыли металлическую капсулу, в которой содержались письма, предназначенные им от пионеров 1968 года. В капсуле находились письма, фотографии и подробное описание деятельности пионерских организаций.
- 9 мая 1968 года в Керчи на открытии памятника погибшим однополчанам 230-й Кубанской штурмовой авиационной дивизии бывший командир дивизии генерал-майор С. Г. Гетман вложил в нишу памятника две капсулы: со списком погибших летчиков и с завещанием потомкам 2000 года. Капсулы, однако, пока не вскрыты[1].
- 9 мая 2045 года — 100-летие победы в Великой Отечественной войне. На Мамаевом кургане в Волгограде должна быть вскрыта капсула с обращением участников войны к потомкам.
- Житель населённого пункта Пыть-Ях Пётр Коптелов в одной из хозяйственных построек во дворе своего дома обнаружил капсулу с «письмом в будущее» от сотрудников строительных организации в Западной Сибири. В нём были такие слова:

К тебе обращаются из прошедшего тысячелетия строители линий электропередач в краю Тюменского Севера. Было любопытно найти тех, кто был силён дерзкой мечтой созидать и строить! Горд тем, что стал причастен к великому делу освоения Севера!

К письму были приложены и другие документы: выписка из приказа Министерства энергетики и электрификации СССР от 12 февраля 1985 года о создании строительных организаций в Западной Сибири, план по созданию механизированной колонны номер 158, отчет самой мехколонны о работе за год[какой?].
- В годы сталинских репрессий среди заключенных, направляемых на строительство различных объектов, бытовала практика оставления писем в будущее в конструкциях возводимых ими зданий. Так в 2009 году, во время установки пластиковых окон, в стене одной из квартир закрытого города Северска был обнаружен металлический контейнер с посланием, написаным заключёнными ГУЛАГа, строившими дом. Данное письмо было написано на обрывках бумажного пакета из-под цемента, в нём анонимные авторы просят вспомнить об их тяжёлой судьбе, помянуть их добрым словом и призывают к антисоветским действиям:

Бей коммунистов, свергай власть!

Также заключённые-строители в своём послании написали о том, что виновниками их страданий являются Лаврентий Берия, Николай Ежов и его заместители..
- На мемориальном митинге, состоявшемся в Бендерах 19 июня 1993 года, в память о Приднестровском конфликте жители города подписали послание в XXI век. В нём, в частности, были следующие слова:

Без сегодня нет завтра, без завтра нет будущего, без нас не было бы вас. Мы хотим, чтобы вы так же, как и мы, любили эту землю, эти городские улицы, политые кровью ваших дедов и прадедов. Ведь ваше будущее связано с нашим настоящим, которое мы несём для вас сквозь муки, страдания, кровь.

…

И это не сентиментальность — пролить слёзы там, где уже пролита кровь. Можно уронить слезу, раз не уронили оружия.

Такими были мы. Знайте об этом.

Мы вручаем вам свою веру в лучшее будущее, свои надежды и стремления.

Мы любим вас, ещё не зная, какими вы будете, но эта вера даёт нам право думать: вы будете лучше нас!

- В стене физико-математического корпуса Государственного Университета Молдовы в Кишинёве также имеется послание будущим студентам, написанное в 1965 году, вскрыть которое предполагалось в 2015 году, спустя 50 лет с момента написания. Доска, напоминающая об этом, висит напротив входа в этот корпус.
- Штаб-квартира Института Сервантеса в Мадриде занимает бывшее здание Центрального банка, от которого в подвале здания остался бронированный сейф. В нём, начиная с 2007 года, известные деятели испаноязычной культуры оставляют свои послания для будущего.

### Капсула на 100-летие Октябрьской революции
- Много капсул было заложено в 1967 году, в канун празднования 50-летнего юбилея Великой Октябрьской социалистической революции[5] — в 2017 году капсулы с посланиями извлекли: в городе Первомайске Николаевской области Украины из стены местного Дома культуры[6]; в Белгородской области[7]; в Каменске (Бурятия)[8]; в школе Новосибирска[9]; в поселке Широкий Амурской области (окрестности Райчихинска)[10].
- В основании памятника «Борцам за власть советов» в Уссурийске комсомольцы в 1977 году замуровали капсулу с обращением к потомкам, которое планируется вскрыть 7 ноября 2017 года. Во время реставрации памятника в июле 2006 года было обнаружено, что капсула разгерметизировалась и текст послания повреждён. По архивным материалам текст был восстановлен и вновь замурован.
- 12 октября 2017 года из стены Академлицея Томска извлечена капсула с письмом школьникам 2017 года — года 100-летия Октябрьской революции — от первых учеников томской школы N°9 (нынешнего Академлицея), написанным в 1980 году, взамен которой в стену помещена другая капсула с посланием потомкам, которую предполагается вскрыть в 2030 году, когда учебному заведению исполнится 50 лет[11].
- 4 ноября 2017 года в Новосибирске вскрыли капсулу времени из 1967 года посвященную ожидаемому прогрессу по освоению космоса с текстом следующего содержания[12]:

Мы верим, что вы превосходно оборудовали нашу прекрасную голубую планету Земля, освоили Луну и высадились на Марсе, что вы продолжаете штурм космоса, который начали люди первого пятидесятилетия, и ваши корабли давно уже бороздят Галактику. Что вы ведете переговоры о научном и культурном сотрудничестве с представителями других, иноземных цивилизаций. Мы верим, что дело, которое начали 50 лет тому назад наши отцы и деды и которое продолжаем мы, вы доведёте до победного конца. Счастья вам, дорогие товарищи потомки!

## Капсулы времени

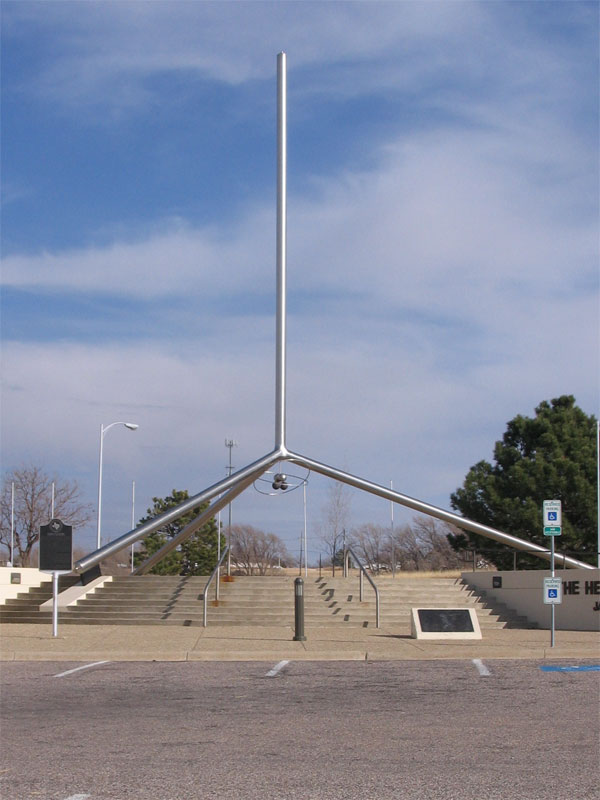
Временные капсулы в памятнике «Helium Monument» в американском городе Амарилло

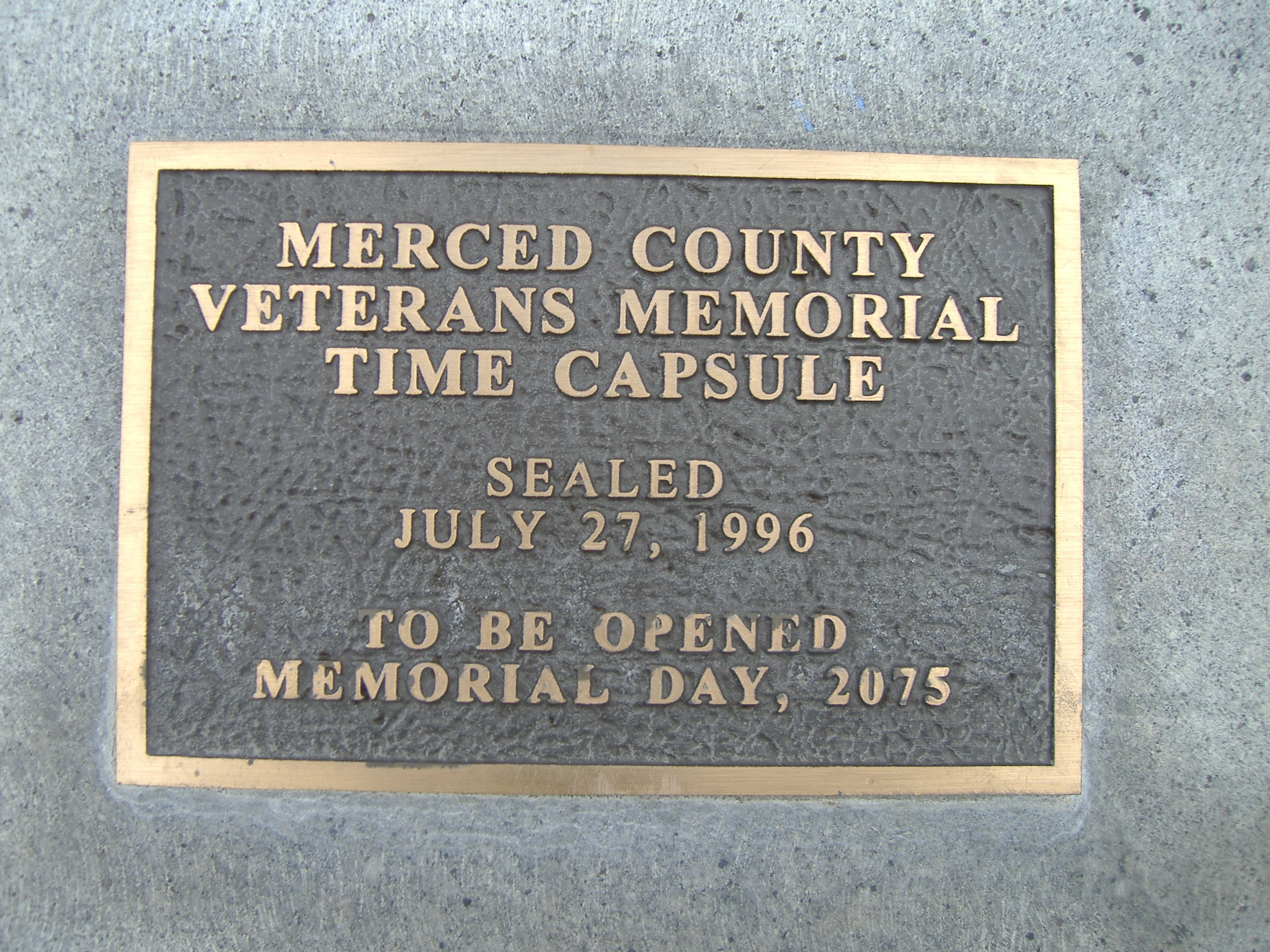
Плита над временной капсулой, которая должна быть открыта в 2075 году

Одной из разновидностей «письма в будущее» является так называемая капсула времени, содержащая не только письма, но и предметы, характеризующие то время, когда она была сделана. Термин «капсула времени» (англ. time capsule) вошёл в обиход около 1937 года, хотя примеры подобных конструкций встречаются ещё в глубокой древности.
В 1937 году в Нью-Йорке во время подготовки к Международной выставке 1939 года было предложено заложить «временну́ю бомбу» (англ. time bomb) сроком на 5 тысяч лет. Однако это название было заменено на более нейтральное «капсула времени», ставшее с тех пор общеупотребительным в англоязычном мире. Капсула для нью-йоркской ярмарки была создана электрической компанией Вестингхаус (Westinghouse) как часть её экспозиции. Капсула весила 800 фунтов (363 кг), её внутренний диаметр составлял 6,5 дюйма (16,5 см), а сделана она была из сплава меди, хрома и серебра, названного «Cupaloy». В неё были помещены катушка ниток, кукла, книга бухгалтерского учёта, пузырёк с семенами, микроскоп, 15-минутная кинохроника и микрофильм со словарём, альманахом и другими текстами. В 1965 году в трёх метрах от первой была помещена вторая капсула. Обе капсулы зарыты на глубине около 15 метров в парке «Flushing Meadows». Обе капсулы должны быть открыты в 6939 году.
Позже компания Вестингхаус соорудила капсулу меньшего размера из органического стекла и закопала её под Нью-Йоркским отелем Marriott Marquis.
В 1940 году, после четырёхлетней подготовки, была герметично запечатана «Крипта цивилизации» в университете Оглторпа (Oglethorpe), представляющая собой комнату, где за дверью из нержавеющей стали хранятся микрофильмы с записью более восьмисот книг, аудиозаписи и фильмы, прочие предметы.
В декабре 2017 года при реставрации статуи Христа в замке Санта-Агуэда (Кастилия-Леон, Испания) была обнаружена капсула времени, написанная священником, капелланом кафедрального собора в Бурго-де-Осме Хоакином Мингесом в 1777 году. В письме была дана информация о создателе статуи скульпторе Мануэле Бале и описан быт того времени.
Для сбора информации обо всех существующих временных капсулах было создано Международное общество временных капсул.

### Критика
Целью создания капсул, предназначенных для открытия через значительный промежуток времени, является передача потомкам знаний о жизни людей в ту эпоху, когда капсула была заложена. Историк Уильям Джарвис[кто?] критикует капсулы, утверждая, что их конструкция не соответствует декларируемой цели, так как зачастую капсулы наполняются «бесполезным мусором». То есть предметы, помещаемые внутрь капсул, являются новыми, неиспользованными и ничего поэтому не говорят о реальной жизни людей. А вот похороненные под вулканическим пеплом в Помпеях росписи на стенах, еда в очагах, человеческие останки гораздо ценнее для историков. Поэтому в капсулы бы следовало помещать письма, личные записи, фотографии, документы, то есть всё, что характеризует жизнь людей определённого периода. «Письма в будущее», отправлявшиеся простыми людьми (школьниками, комсомольцами, рабочими) Советского Союза, в основном содержат именно такую информацию.

## Космические письма в будущее

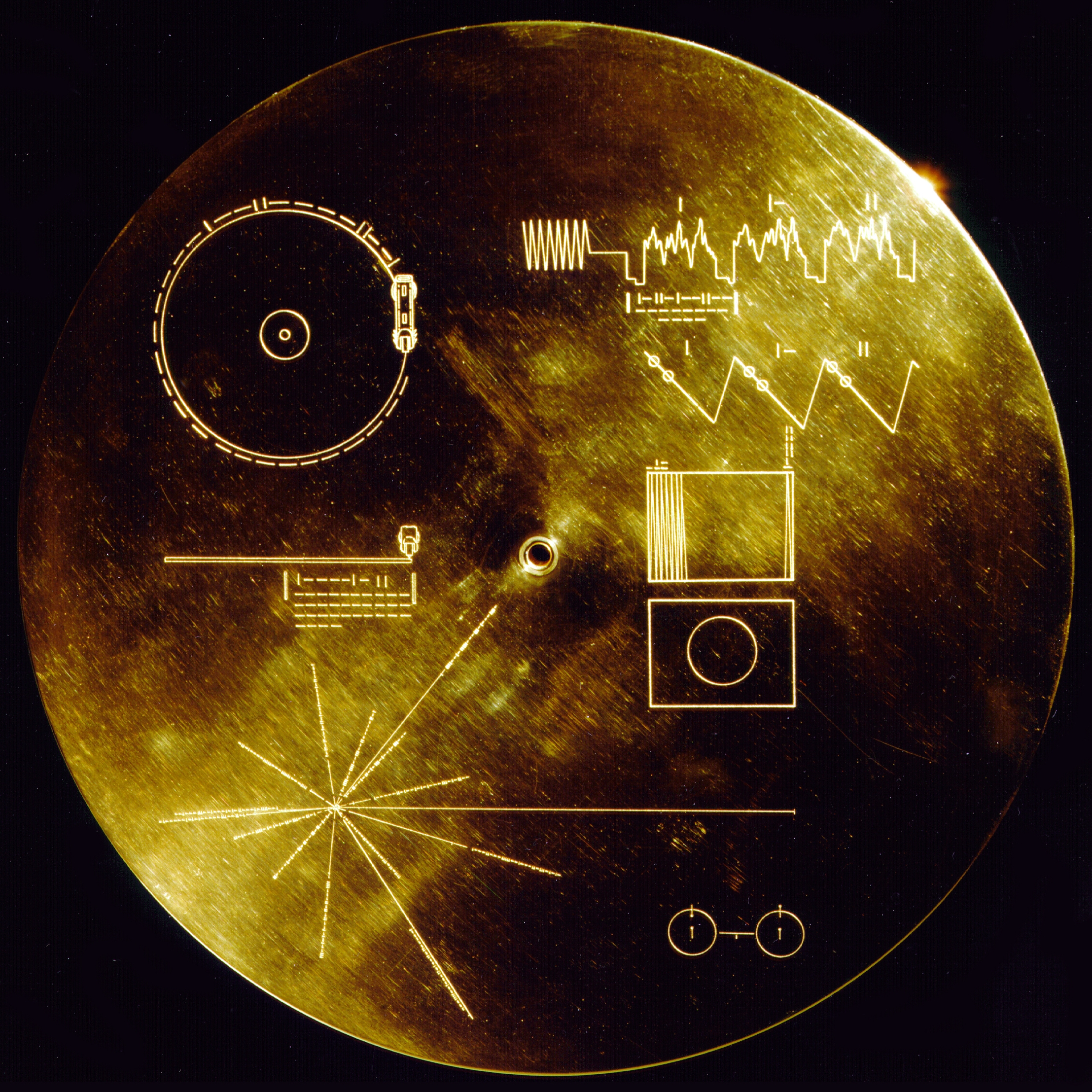
Крышка диска с Вояджера

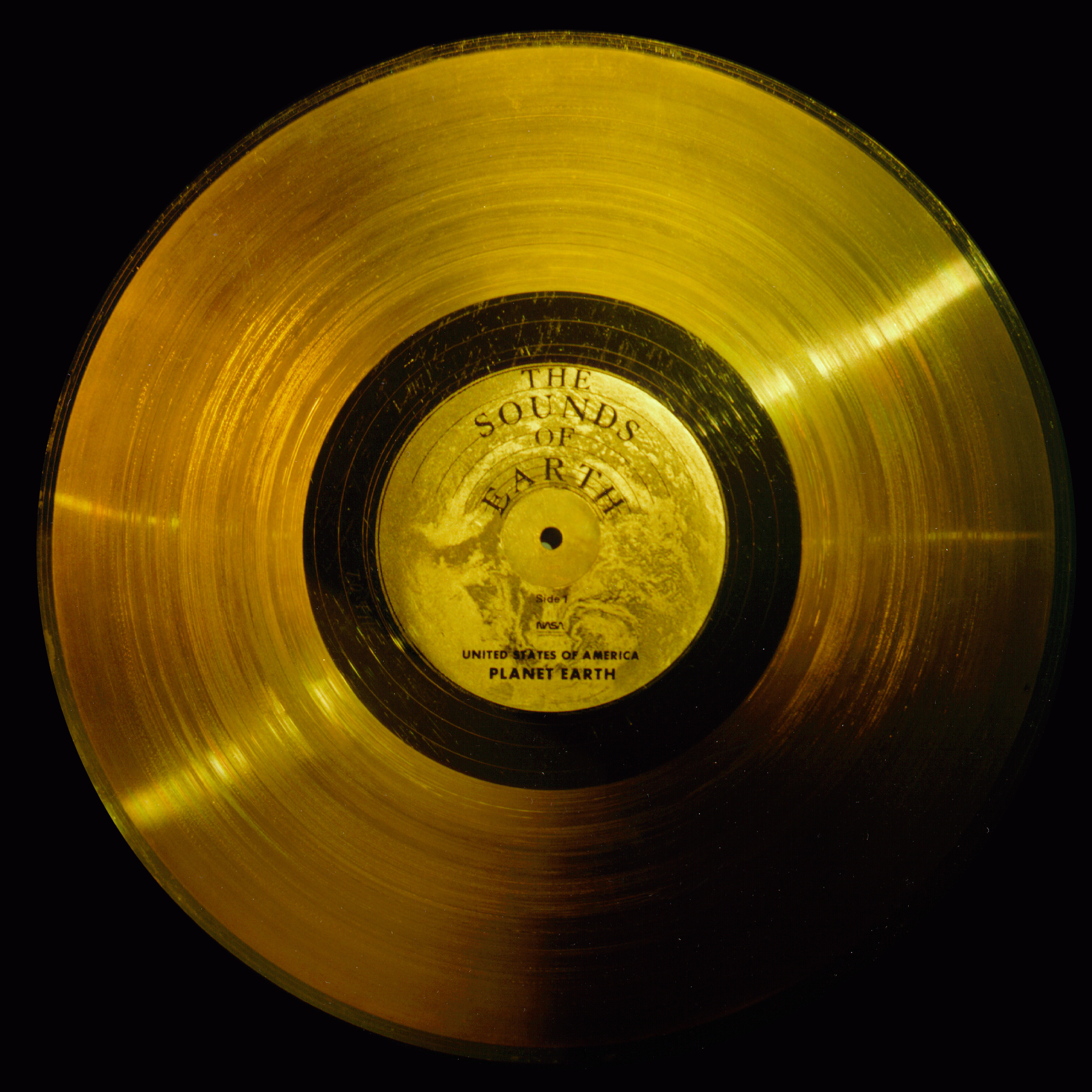
Золотой диск со звуками с Земли

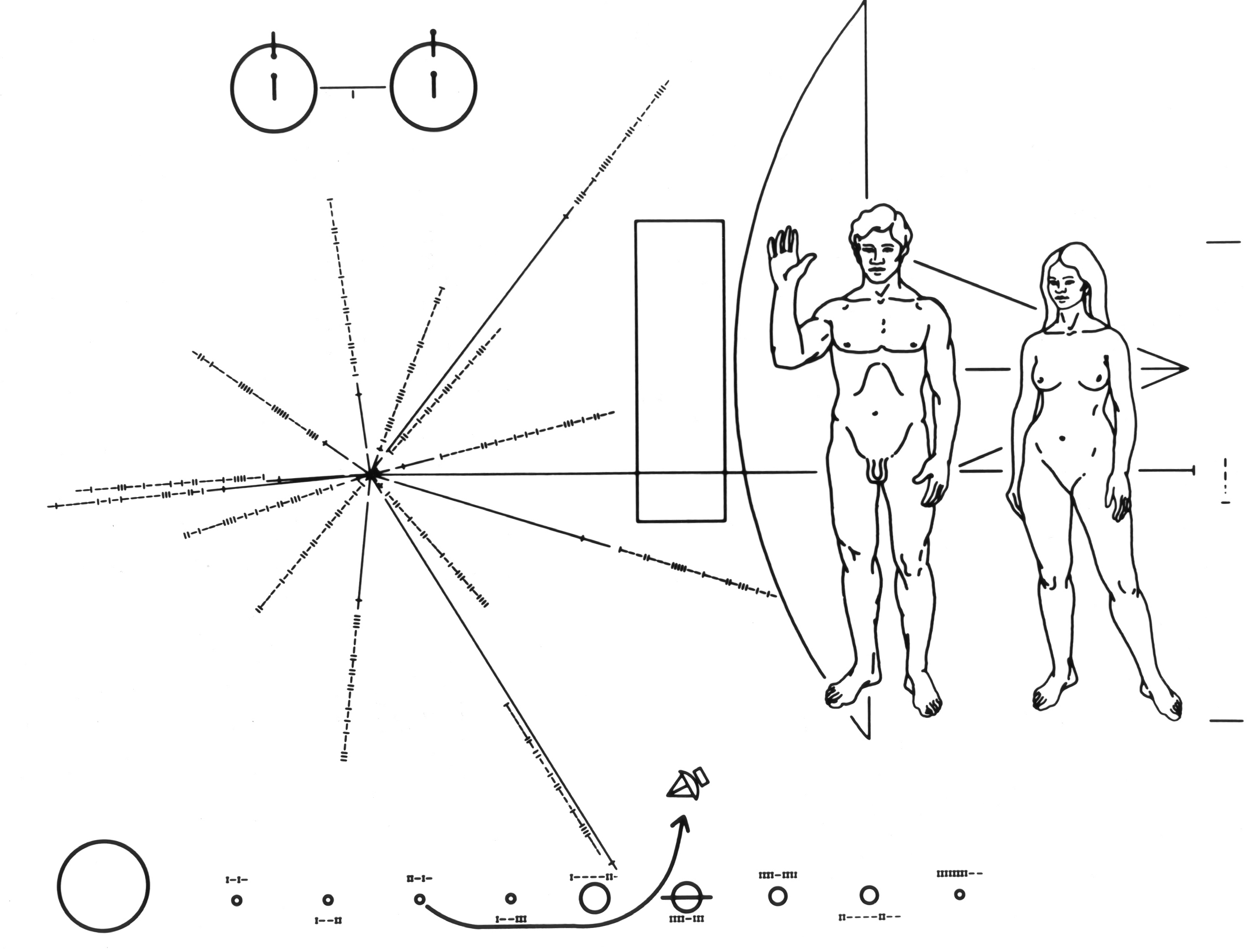
Пластинка с «Пионера»

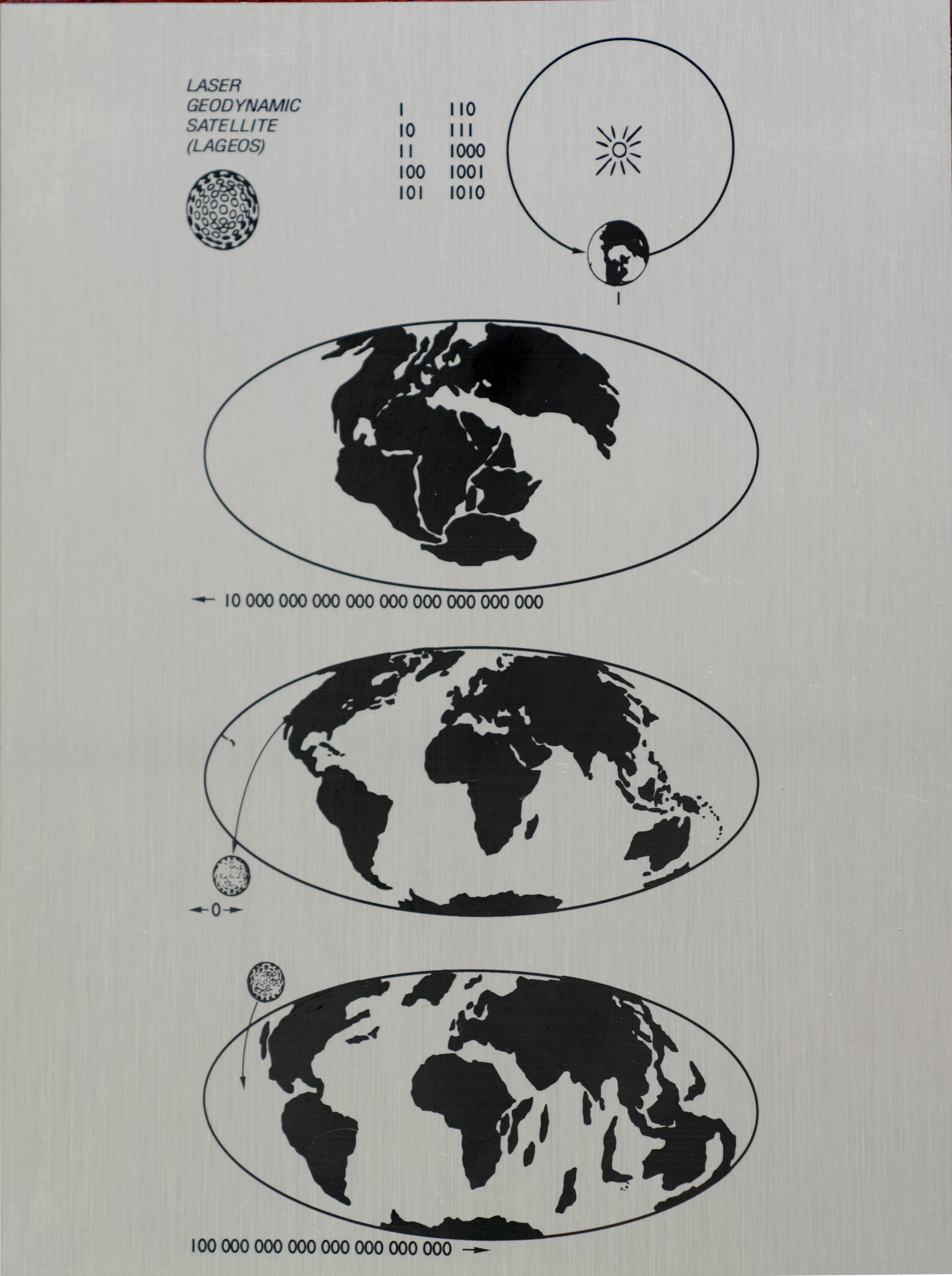
Письмо-картинка в спутнике LAGEOS-1

### KEO
В 2015 г. планировался запуск спутника KEO с «письмами в будущее» от современных людей. Этот проект организован при поддержке ЮНЕСКО и Европейского космического агентства. Предполагается, что спутник вернётся на Землю через 50 тысяч лет. Каждый житель Земли может оставить на сайте проекта или отправить по обычной почте послание на любом языке, которое будет взято в космос.

### «Вояджер»
«Письмами в будущее» можно считать и позолоченные видеодиски в алюминиевых коробках, помещённые на космические аппараты серии «Вояджер». Правда, послания на «Вояджерах» предназначены не землянам, а представителям внеземных цивилизаций, однако не исключено, что при освоении человеком космоса они могут быть найдены и далёкими потомками современных жителей Земли.
На диске 116 слайдов, на которых собраны важнейшие научные данные, виды Земли, её материков, различные ландшафты, сцены из жизни животных и человека, их анатомическое строение и биохимическая структура, включая молекулу ДНК.
В двоичном коде сделаны необходимые разъяснения и указано местоположение Солнечной системы относительно 14 мощных пульсаров. В качестве «мерной линейки» указана сверхтонкая структура молекулы водорода (1420 МГц).
Кроме изображений на диске записаны и звуки: шёпот матери и плач ребёнка, голоса птиц и зверей, шум ветра и дождя, грохот вулканов и землетрясений, шуршание песка и океанский прибой.
Человеческая речь представлена на диске короткими приветствиями на 58 языках народов мира. По-русски сказано: «Здравствуйте, приветствую вас!». Особую главу послания составляют достижения мировой музыкальной культуры. На диске записаны произведения Баха, Моцарта, Бетховена, джазовые композиции Луи Армстронга, Чака Берри и народная музыка многих стран.
На диске записано также обращение президента США Джимми Картера. Вольный перевод обращения звучит так:

Этот аппарат создан в США, стране с населением 240 млн человек среди 4-миллиардного населения Земли. Человечество, все ещё разделено на отдельные нации и государства, но страны быстро идут к единой земной цивилизации.

Мы направляем в космос это послание. Оно, вероятно, выживет в течение миллиарда лет нашего будущего, когда наша цивилизация изменится и полностью изменит лик Земли… Если какая-либо цивилизация перехватит «Вояджер» и сможет понять смысл этого диска, — вот наше послание:

Это — подарок от маленького далёкого мира: наши звуки, наша наука, наши изображения, наша музыка, наши мысли и чувства. Мы пытаемся выжить в наше время, чтобы жить и в вашем. Мы надеемся, настанет день, когда будут решены проблемы, перед которыми мы стоим сегодня, и мы присоединимся к галактической цивилизации. Эти записи представляют наши надежды, нашу решимость и нашу добрую волю в этой Вселенной, огромной и внушающей благоговение.

### «Пионер»
«Посланиями в будущее» можно также считать и пластинки из анодированного алюминия на борту «Пионера-10» (запущен 2 марта 1972) и «Пионера-11» (запущен 5 апреля 1973). Они содержат графические послания от человечества представителям внеземной формы жизни. На пластинках выгравированы силуэты мужчины и женщины на фоне силуэта корабля «Пионер», Солнечная система и траектория «Пионера», схема атома водорода и положение Солнца по отношению центру галактики к 14 галактическим пульсарам.

### LAGEOS-1
Внутри геодезического спутника LAGEOS-1 установлена табличка из нержавеющей стали с посланием к потомкам. Спутник представляет собой массивный сплошной латунный шар массой 0,4 тонны на высокой околоземной орбите, поэтому он очень слабо тормозится атмосферой (время его существования оценивается в 8,4 млн лет), а после схода с орбиты он достигнет поверхности Земли как целостный объект, не разрушившись, и может быть найден нашими далёкими потомками, если они останутся к этому времени. На табличке изображены, в частности, три карты Земли с учётом дрейфа континентов; одна относится к времени 270 млн лет назад, вторая показывает современную карту, а третья — предположительную карту на момент расчётного схода спутника с орбиты.

## Электронные письма в будущее
В последнее время появились сайты, которые позволяют пользователям отправить электронное письмо в будущее самому себе или кому-то другому. Такие сервисы предоставляют возможность отправлять письма на срок от 1 дня до 100 лет. Такой сервис был представлен[когда?] 29-летним студентом Йельского университета Мэттом Слаем (Matt Sly). В интернете существуют также сервисы, которые предлагают отправить письма после смерти автора.
В ряде соцсетей организована возможность "заминировать" пост или репост на определëнную дату и время,то есть отложить дату публикации. Но, например, соцсеть "Вконтакте" это позволяет не более чем на год.

## Капсула времени в переносном смысле
В автомобильном мире К.В. именуется автомобиль с очень маленьким пробегом, простоявший в гараже, а иногда на консервации много лет, не имеющий большого количества следов эксплуатации. Причём за К.В. часто выдают отреставрированные старые автомобили.